# International Conference on Information Systems
L'International Conference on Information Systems est une conférence internationale majeure regroupant les chercheurs et praticiens travaillant sur les problématiques de systèmes d'information. Elle est portée par l'Association for Information Systems et est présentée comme « The premier global organization for academics specializing in Information Systems ». Elle s'est tenue à Montréal au Canada en décembre 2007 puis à Paris en décembre 2008 en partenariat avec l'AIM (Association Information et Management).